# Seminghundra, Långhundra, Ärlinghundra och Färentuna häraders domsaga
Seminghundra, Långhundra, Ärlinghundra och Färentuna häraders domsaga var en domsaga i Stockholms län. Den bildades 1771 ur Danderyds, Långhundra, Seminghundra, Vallentuna, Ärlinghundra, Åkers, Värmdö, Sollentuna och Färentuna häraders/skeppslags domsaga och ombildades 1844 till Långhundra, Seminghundra, Vallentuna och Ärlinghundra häraders domsaga.
Domsagan lydde under Svea hovrätts domkrets.

## Härader/skeppslag
- Långhundra härad
- Seminghundra härad
- Ärlinghundra härad
- Färentuna härad

## Tingslag
Antalet tingslag i domsagan utgjorde av
- Långhundra tingslag
- Seminghundra tingslag
- Ärlinghundra tingslag
- Färentuna tingslag

## Häradshövdingar
- 1771–1798 Jonas Carlsson Bodin
- 1799–1800 Carl Grooth
- 1801–1813 Gustaf Carlson
- 1814 Anders Fröberg
- 1814–1819 Per Arell
- 1819–1844 Johan Ekeroth